# آپارات سینما

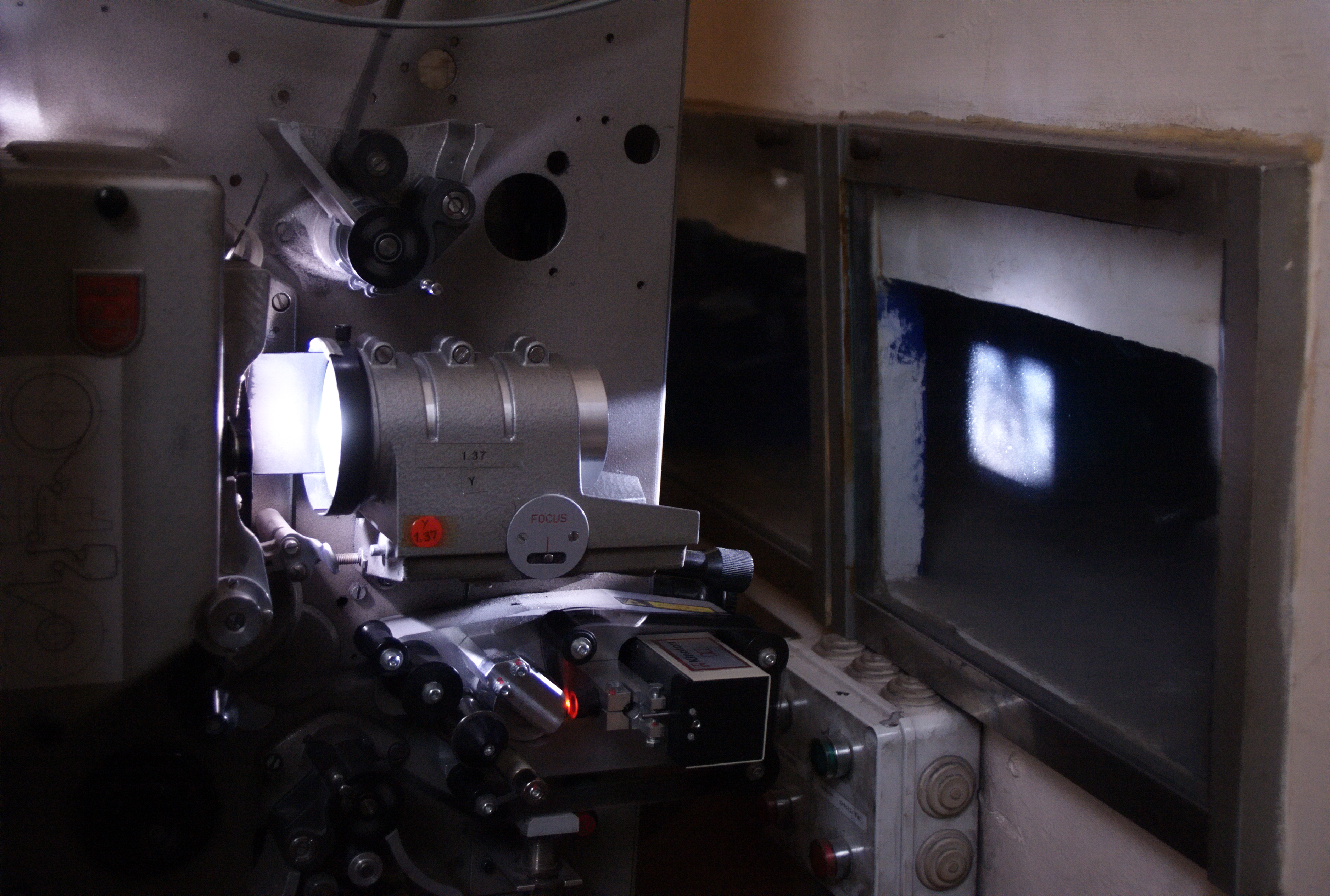
آپارات سینما ۳۵ میلی‌متری در حال کار.

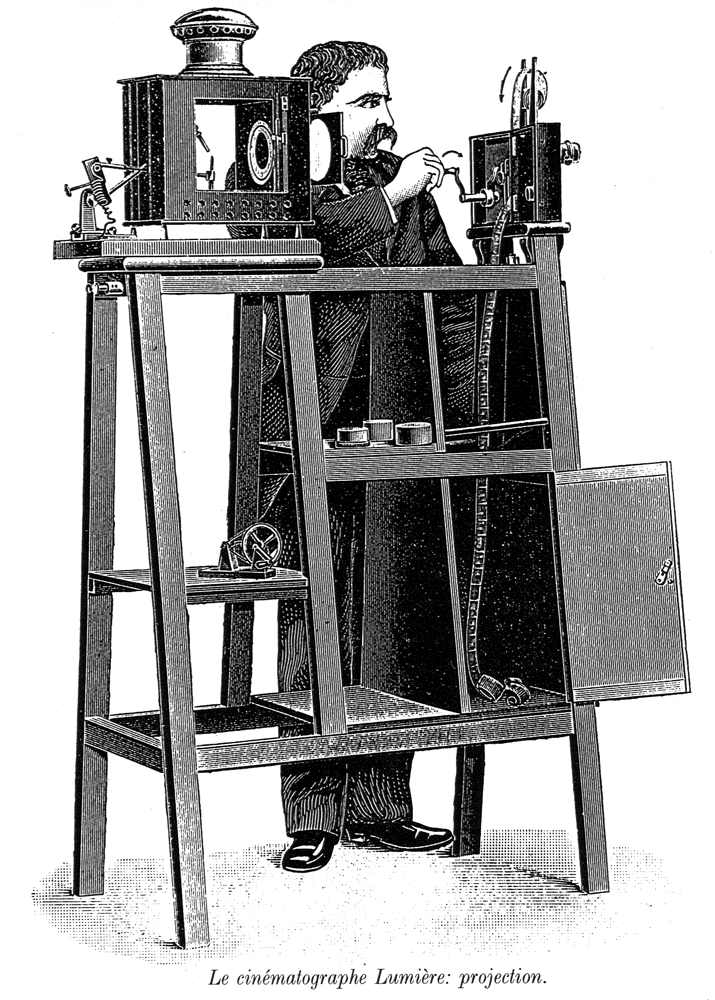
سینماتوگراف برادران لومیر در حالت پخش (آپاراتی)

آپارات سینما (انگلیسی: Movie projector) یا آپارات دستگاهی نوری-مکانیکی است که برای نمایش تصاویر متحرک و پخش آن بر روی یک صفحه استفاده می‌شود. اغلب بخش‌های نوری و مکانیکی این دستگاه، به جز دستگاه‌های نورپردازی و صدا، در دوربین‌های فیلم‌برداری وجود دارند. 
اولین آپارات سینما، زئوپراکسیسکوپ بود که به دست ادوارد مایبریج، مخترع بریتانیایی، در ۱۸۷۹ ساخته شد. زئوپراکسیسکوپ تصاویر را از دیسک‌های شیشه‌ای چرخان با توالی سریع، پخش می‌کرد تا حس حرکت را القاء کند. آپارات سینما پیشرفته‌تر، به دست لویی لو پرنس در زمانی که در شهر لیدز کار می‌کرد، اختراع شد. در ۱۸۸۸، او صاحب حق امتیازی برای ساخت دستگاهی با ۱۶ لنز که ترکیبی بود از دوربین فیلم‌برداری و آپارات، شد. او از نسخه ارتقاء یافته این دستگاه برای ضبط اولین تصاویر متحرک به نام چشم‌انداز باغ روندهی استفاده کرد. 
برادران لومیر اولین دستگاه موفق آپارات سینما را اختراع کردند. آن‌ها اولین فیلم‌شان، کارگران در حال خروج از کارخانه لومیر را در ۱۸۹۴ ساختند که یک سال بعد در لسیوته به نمایش درآمد. سینماتوگراف در نمایشگاه ۱۹۰۰ پاریس هم شرکت داده شد. در نمایشگاه، فیلم‌های ساخته شده به دست برادران لومیر، به وسیله آپارات، روی پرده بزرگی به ابعاد ۱۶ در ۲۱ متر به نمایش درآمد.
کلمه آپارات در فارسی از آپاراتوس گرفته شده که به‌صورت عام به معنای تجهیزات است و آپارات سینما به معنای تجهیزات سینما می‌باشد.

## نگارخانه

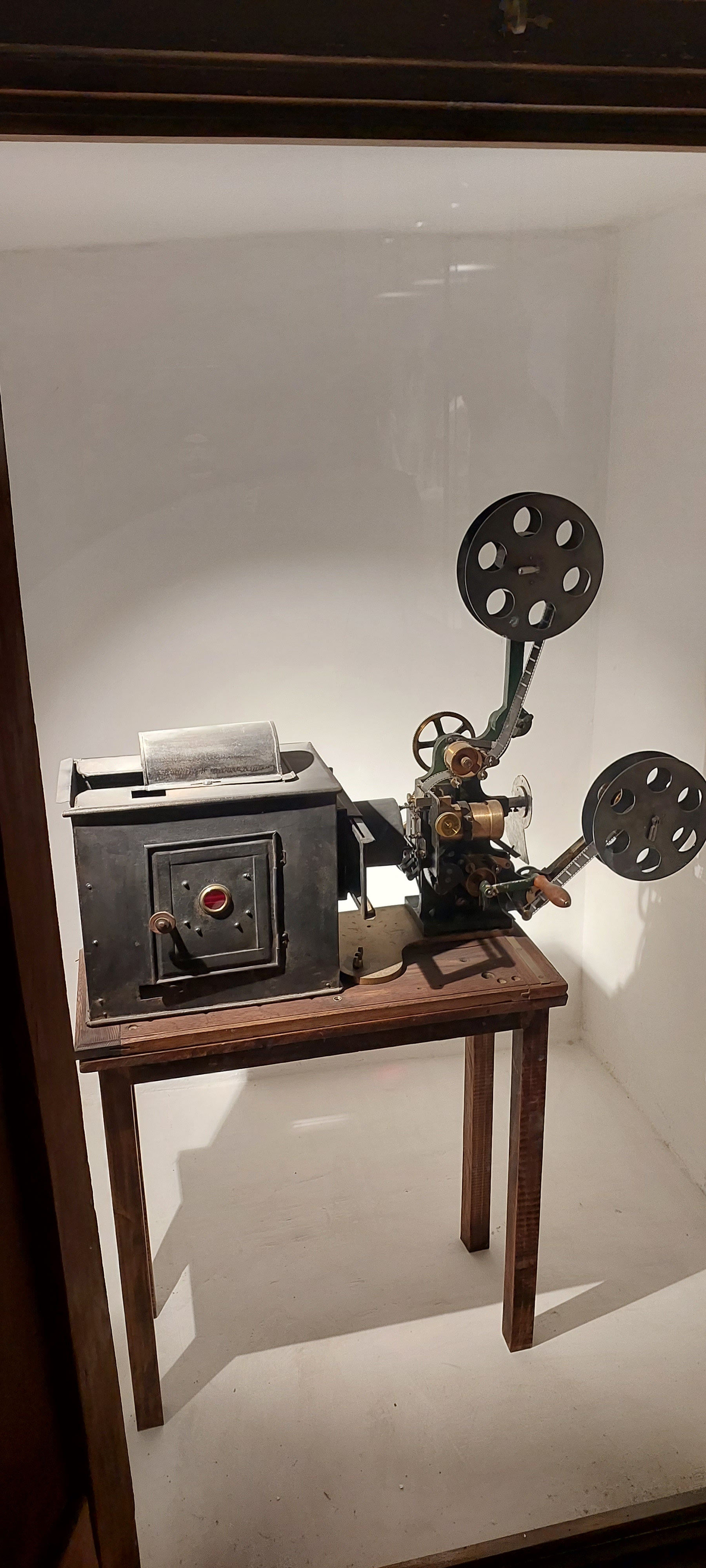
یک دستگاه آپارات قدیمی که در موزه کلیسای وانک اصفهان نگهداری می شود